# Х̮
Cette page contient des caractères spéciaux ou non latins. S’ils s’affichent mal (▯, ?, etc.), consultez la page d’aide Unicode.
Х̮ (minuscule : х̮), appelé kha brève souscrite, est une lettre additionnelle de l’alphabet cyrillique utilisée en dans la cyrillisation de l’alphabet arabe. Elle est composée du kha ‹ Х › diacrité d’une brève souscrite.

## Utilisations
Dans certaines cyrillisations de l’alphabet arabe, dont celle développée par Ignati Kratchkovski, le kha brève souscrite ‹ х̮ › translittère le ḥāʾ ‹ ح ›.

## Représentation informatique
Le kha brève souscrite peut être représenté avec les caractères Unicode suivants :
- décomposé (cyrillique, diacritiques)[1],[2] :

| formes    | représentations | chaînes de caractères | points de code | descriptions                                                |
| --------- | --------------- | --------------------- | -------------- | ----------------------------------------------------------- |
| capitale  | Х̮               | Х◌̮                    | U+0425 U+032E  | lettre majuscule cyrillique kha diacritique brève souscrite |
| minuscule | х̮               | х◌̮                    | U+0445 U+032E  | lettre minuscule cyrillique kha diacritique brève souscrite |